# سالي ماسون
سالي ماسون (بالإنجليزية: Sally Mason)‏ هي أكاديمية أمريكية، ولدت في 29 مايو 1950 في نيويورك في الولايات المتحدة.

## وصلات خارجية
- سالي ماسون على موقع إن إن دي بي (الإنجليزية)